# Чемпіонат Швейцарії з хокею 1927
Чемпіонат Швейцарії з хокею 1927 — 17-й чемпіонат Швейцарії з хокею, чемпіоном став вдруге ХК «Давос».

## Схід
| 25 грудня 1926 року |     |               |  |
| ХК «Давос»          | 2:1 | «Санкт-Моріц» |  |
|                     |     |               |  |

ХК «Давос» вийшов до фіналу.

## Захід
| 19 грудня 1926 року |      |         |  |
| «Шато де-Окс»       | 13:1 | ХК «Ко» |  |
|                     |      |         |  |

| 19 грудня 1926 року |      |              |  |
| «Розей» (Гштаад)    | 15:0 | Стар Лозанна |  |
|                     |      |              |  |

### Фінал
| 19 грудня 1926 року |     |               |  |
| «Розей» (Гштаад)    | 5:1 | «Шато де-Окс» |  |
|                     |     |               |  |

«Розей» (Гштаад) вийшов до фіналу.

## Фінал
| 2 січня 1927 року |     |            |                |
| «Розей» (Гштаад)  | 1:7 | ХК «Давос» | Гштаад (1.200) |
|                   |     |            | Гштаад (1.200) |